# Xiè
Xiè fue el 10.º rey de la Dinastía legendaria Xia. Posiblemente gobernó durante 25 años. Ascendió al trono en el año Xinwei (辛未).
A los 12 años de su mandato, su vasallo Shang, Zihai (子亥) viajó a Youyi (易杀), donde estableció su nueva residencia, pero Zihai tuvo grandes disputas con el líder local de Youyi, Mianchen (绵臣), quien finalmente lo asesinó.
En el decimosexto año de su régimen, Xiè mando a uno de sus ministros Wei (微), a vengar la muerte de Zihai. Wei condujo tropas de Hebo (河伯), hacia Youyi y tras algunas batallas invadió Youyi y mató a Mianchen.
Según los anales de bambú, durante el 21.er año de su mandato, Xiè luchó con los bárbaros circundantes a las limitaciones de su territorio de Fei (畎夷), Bai (白夷), Chi (赤夷), Xuan (玄夷), Feng (风夷) y Yang (阳夷). Tras años de lucha acabó ganando la guerra y todas las tribus obedecieron sus órdenes.